# Patellapis retigera
Patellapis retigera är en biart som först beskrevs av Cockerell 1940.  Patellapis retigera ingår i släktet Patellapis och familjen vägbin. Inga underarter finns listade i Catalogue of Life.